# Sly Cooper (personnage)
Pour les articles homonymes, voir Cooper.
Sly Cooper est un personnage de jeux vidéo ainsi que de bande dessinée créé par les Sucker Punch Productions. Gentleman cambrioleur, il est le protagoniste de la série de jeux vidéo Sly Cooper constituée de quatre jeux de plate-forme développés par Sucker Punch Productions pour la PlayStation 2 de Sony, d'une compilation des trois premiers jeux ainsi que d'un quatrième volet développés cette fois-ci par Sanzaru Games sur PlayStation 3 et PlayStation Vita. Il est aussi le personnage principal de deux bandes dessinées publiées dans le GamePro et le DC Comics.
Sly Cooper est un raton laveur anthropomorphique, spécialisé dans les vols en tout genre, qui descend d'une longue lignée de maîtres voleurs appelée le Clan Cooper. Il est accompagné dans l'ensemble de ses missions par Bentley, une tortue mâle, et Murray, un hippopotame rose. Il est poursuivi par l'inspecteur Carmelita Montoya Fox, une renarde, agent d'Interpol, qui tente d'arrêter ses agissements. Cooper se décrit lui-même comme un « maître voleur », c'est-à-dire qu'il ne vole que d'autres voleurs.

## Caractéristiques
Sly est un raton laveur gris-noir extrêmement agile, qui est capable d'utiliser ses compétences, et l'aide de ses amis Bentley et Murray, pour réaliser ses vols. Sly porte toujours sur lui une serpe d'or qui est le modèle grand luxe d'un outil que sa famille se transmet de génération en génération (au fil du temps, cet outil a connu différents modèles). Elle lui permet de se battre, de faire les poches ou encore de se suspendre à des crochets. Sly a également des capacités de pickpocket et, fort de ses années de formation et des capacités naturelles de la lignée Cooper, il est doté d'une agilité incroyable. Il possède l'équilibre et les réflexes lui permettant de réaliser des prouesses que peu peuvent égaler. En outre, il a appris toutes les capacités décrites dans le Volus Ratonus, y compris l'équilibre sur le sommet des pointes et des cordes, l'escalade de poteaux et l'invisibilité.

## Histoire
Sly descend d'une longue lignée de maîtres voleurs, le clan Cooper, originaires de l'Europe médiévale, du Japon féodal, de la frontière Ouest-américaine ou encore de l'Égypte antique.
Les parents de Sly ont été tués par les Cinq Maléfiques qui dérobèrent le « Volus Ratonus », un livre contenant les techniques de voleurs du Clan Cooper, avec lequel ils s'enfuirent. Sly a alors été placé en orphelinat où il rencontra ceux qui sont devenus ses compagnons de toujours : Bentley (une tortue), « le cerveau », et Murray (un hippopotame), « les muscles ». Ensemble, ils récupérèrent les pages du Volus Ratonus volées par les Cinq Maléfiques.
Tout au long de ses aventures, Sly est constamment poursuivi par Carmelita Montoya Fox, un agent de police dont le seul but est de l'attraper. Elle éprouve également un amour potentiel pour lui, et Sly avoue ses sentiments pour elle par différentes nuances et pensées voilées. Leurs conversations s'apparentent à du batifolage, malgré les commentaires souvent sarcastiques de Carmelita. Ce badinage spirituel est généralement échangé quand ils s'affrontent et, le plus souvent, fait place à un concours entre les réflexes de Sly et le pistolet électrique de Carmelita.

## Personnalité
Sly Cooper est, comme décrit dans le premier jeu, rusé et sournois. Il utilise son esprit, son courage et ses talents pour effectuer ses vols, et il a, presque toujours, une remarque sarcastique à portée de main. Cependant, il reste fidèle et dévoué à ses amis, surtout à Bentley, Murray et à Carmelita. Au fond de lui, il est possible qu'il soit un peu solitaire ; comme il le dit à un moment donné dans le comics, son père lui manque.

## Apparitions
Lors de sa première apparition, Sly est le personnage principal de Sly Raccoon. Le jeu commence par résumer son histoire. Sly se lance avec ses amis, Bentley et Murray, dans un voyage pour recueillir toutes les pages du livre volées. Sly finit par détruire Clockwerk, le chef du gang qui a tué son père et volé le livre.
Le deuxième jeu, Sly 2 : Association de voleurs, qui se déroule environ deux ans après Sly Raccoon, se concentre sur une nouvelle série de super-vilains : le Gang de Klaww. Ce groupe a volé les morceaux de Clockwerk. Sly et sa bande partent à la recherche des membres du Gang dans le but de les récupérer. Toutefois, le véritable coupable du jeu se révèle être le Sergent Neyla, qui semble être l'alliée de Sly jusqu'à ce qu'elle le trahisse, et fusionne avec les morceaux de Clockwerk pour devenir Clockeyla. Sly se bat alors contre elle et, aidé de Bentley (qui perd au passage l'usage de ses jambes), la détruit.
Le troisième jeu, Sly 3, se déroule environ un an après Sly 2. Le principal ennemi est désormais le Docteur M, un mystérieux scientifique qui tente de s'approprier le contenu du caveau de la famille Cooper. Sly et Bentley commencèrent par récupérer Murray, qui errait dans la clandestinité depuis l'accident de Bentley, dont il se sent responsable. La bande recrute par la suite de nouveaux membres pour les aider dans l'intrusion dans le caveau Cooper.
Dans Sly Cooper : Voleurs à travers le temps, Sly rencontre une partie de ses ancêtres qui sont en danger. À la fin du jeu, dans l'épilogue, le raton-laveur disparaît dans le temps et se réveille seul dans le désert égyptien.

## Autres apparitions
- Sly apparaît aux côtés de Bentley dans le jeu PlayStation Move Heroes, aux côtés de Jak et Daxter et de Ratchet and Clank. Le logo de Sly apparaît notamment sur le sac à dos de Cole dans le premier Infamous, et plusieurs références à Sly apparaissent dans InFamous 2. De plus, un DLC pour ce jeu permet de changer l'amplificateur de Cole par la serpe de Sly.
- Sly apparaît également dans PlayStation All-Stars Battle Royale en tant que personnage jouable.
- Le van du gang de cooper apparaît également dans Astérix et Obélix XXL 2 sous une forme primitive aux côtés de la serpe de Sly à l'entrée du parc. La place St Marc du même jeu dispose aussi de statues à l'effigie de Sly.

## Récompenses
- "Best New Character" (Original Game Character of the Year) à la Game Developer's Conference de 2002[1].
- Listé dans "The 25 best new characters of the decade" par GamesRadar+ qui affirme que le « gentleman cambrioleur » est un archétype qui est terriblement sous-représenté dans les jeux vidéo »[2]. Ils l'ont également inscrit sur leur liste de "The sexiest new characters of the decade", affirmant que « Sly le genre de personnage sur qui les romanciers rêvent de pouvoir écrire »[3].

## Voix
- Voix originale : Kevin Miller
- Voix française : Cédric Dumond
- Voix italienne : Luca Bottale
- Voix japonaise : Tomokazu Seki